# كونراد روس
كونراد روس (بالإسبانية: Conrad Ross)‏ (و. 1908  م) هو لاعب كرة قدم، ومدرب كرة قدم أوروغوياني، ولد في مونتفيدو.

## روابط خارجية
- كونراد روس على موقع قاعدة بيانات كرة القدم.إي يو (الإنجليزية)